# Aleksej Vachonin
Aleksej Ivanovič Vachonin (in russo Алексей Иванович Вахонин?, Aleksej Ivanovič Vachonin; Gavrilovka, 10 marzo 1935 – Šachty, 1º settembre 1993) è stato un sollevatore sovietico, campione olimpico e mondiale. Ha vinto la medaglia d'oro ai Giochi olimpici di Tokyo 1964 nella categoria dei pesi gallo (fino a 56 kg).

## Biografia
Vachonin nacque nell'Oblast' di Kemerovo, regione di Gur'evskij. Quando suo padre morì durante la seconda guerra mondiale, la sua famiglia viveva in povertà e Aleksej dovette lasciare la scuola e iniziare a lavorare come minatore. In seguito, cadde in cattive compagnie e divenne dipendente dall'alcool e dal fumo. Fortunatamente, fu notato dal famoso ex sollevatore di pesi ed ex campione olimpico Rudol'f Pljukfel'der, che vide in lui delle qualità e lo invitò a trasferirsi a Kiselëvsk per allenarsi nel sollevamento pesi e lavorare in miniera. Nel 1961 Vachonin vinse il suo primo campionato nazionale battendo il cinque volte campione del mondo Vladimir Stogov. Nel 1963 a Stoccolma divenne campione del mondo nei pesi gallo con un totale di 345 kg.
L'apice della carriera sportiva per Vachonin arrivò ai Giochi della XVIII Olimpiade di Tokyo del 1964 dove ingaggiò una sfida con l'ungherese Imre Földi. Dopo le prove di strappo e di distensione Földi aveva un vantaggio di 2,5 kg. e, dopo aver stabilito un nuovo record mondiale nello slancio (135 kg.), veniva già congratulato come vincitore. In risposta, Vachonin sollevò 137,5 kg. ma Földi fece lo stesso. Vachonin doveva a quel punto alzare 142,5 kg. per vincere, cosa che riuscì a fare. Mentre stava in piedi con il peso sopra la sua testa, sollevò una gamba in un modo simile a una cicogna per mostrare che le celebrazioni a Földi erano state premature e che avrebbe potuto fare di più se fosse stato necessario. Nel 1964 la competizione olimpica di sollevamento pesi era valida anche come campionato mondiale.
Dopo il fallimento ai campionati mondiali di Teheran del 1965, Vachonin si rifece vincendo nel 1966 a Berlino Est, battendo nuovamente Földi. In totale vinse tre campionati mondiali (1963, 1964 e 1966) e tre campionati europei (1963, 1965 e 1966) e sei campionati nazionali (dal 1961 al 1964, 1966 e 1967), tutti nella categoria fino a 56 kg. (pesi gallo); nel 1963 e nel 1966 i Campionati mondiali ed europei di sollevamento pesi si svolsero in un'unica manifestazione. Inoltre, stabilì nel corso della sua carriera sei record mondiali (cinque nello slancio e uno nel totale) e 20 record nazionali.
Si ritirò dalle competizioni nel 1970 per lavorare come minatore ed allenatore di sollevamento pesi. Nei suoi ultimi anni di vita Vachonin tornò ad essere dipendente dall'alcool, cosa che lo portò infine ad una tragica morte in una rissa tra ubriachi nel 1993.
Dal 1994 una gara di sollevamento pesi è tenuta in suo onore a Šachty, la città in cui ha vissuto i suoi ultimi anni.